# Kazuya Kaneda
Kazuya Kaneda (en japonés: 金田•和也) (Tokio, Japón, 5 de noviembre de 1987) es un nadador olímpico japonés que compite en natación. Fue olímpico tras participar en los Juegos Olímpicos de Londres 2012 en la prueba de 200 metros mariposa acabando en décima posición.
Se proclamó campeón del mundo de 200 metros mariposa durante el Campeonato Mundial de natación en piscina corta de 2012.
En 2014 se casó con la también nadadora y medallista olímpica Haruka Ueda.
Su madre, Sachiko Yamazaki fue olímpica en los Juegos Olímpicos de Montreal 1976, donde nadó los 100 metros libres y el relevo de 4x100 metros estilos.

## Palmarés internacional
| Campeonato Mundial de Natación en Piscina Corta | Campeonato Mundial de Natación en Piscina Corta | Campeonato Mundial de Natación en Piscina Corta | Campeonato Mundial de Natación en Piscina Corta |
| Año                                             | Lugar                                           | Medalla                                         | Prueba                                          |
| ----------------------------------------------- | ----------------------------------------------- | ----------------------------------------------- | ----------------------------------------------- |
| 2012                                            | Estambul ( Turquía)                             | Medalla de oro                                  | 200 m mariposa                                  |